# 浅間前 (印西市)
浅間前（せんげんまえ）は、千葉県印西市の大字。郵便番号270-1322。

## 地理
北は相嶋、東は茨城県利根町布川、南は大森、西は発作に隣接している。

## 小字
小字は以下の通り。
- 築留（つきどめ）

## 歴史
江戸時代は浅間前新田であり、下総国相馬郡のうち、江戸前期から手賀沼開墾により成立した新田村。寛文年間（1661年～1673年）に開発され、1682年（天和2年）から手賀沼新田請方の反高場となり、年貢を上納した所のうちと思われ、享保年間（1716年～1736年）には浅間前分と称した。幕府領。村高は「元禄郷帳」には見えず、「天保郷帳」「旧高旧領」ともに52石余。布佐村との境界沿いに集落を形成。1824年（文政7年）布瀬村を親浜とする六ヶ村浜組を形成、鳥猟運上を納めた。

### 年表
- 1873年（明治6年） - 千葉県に所属。
- 1878年（明治11年）南相馬郡に編入。
- 1889年（明治22年）4月1日 - 町村制施行し印旛郡大杜村と南相馬郡布佐町が発足。
  - 飛地の字流木留は大杜村大字浅間前となる[4]。
  - 本村は布佐町大字浅間前新田になる[4]。
- 1913年（大正2年）3月1日 - 大杜村が町制施行・改称して大森町となる。大森町大字浅間前となる。
- 1954年（昭和29年）12月1日 - 木下町・大森町・船穂村と永治村の一部が合併し印西町が発足。印西町浅間前となる。
- 1996年（平成8年）4月1日 - 印西町が市制施行して印西市となる。印西市浅間前となる。

## 世帯数と人口
2017年（平成29年）10月31日現在の世帯数と人口は以下の通りである。
| 大字   | 世帯数 | 人口 |
| ------ | ------ | ---- |
| 浅間前 | 25世帯 | 43人 |

## 小・中学校の学区
市立小・中学校に通う場合、学区は以下の通りとなる。
| 番地 | 小学校             | 中学校             |
| ---- | ------------------ | ------------------ |
| 全域 | 印西市立大森小学校 | 印西市立印西中学校 |

## 交通

### 道路
- 国道
  - 国道356号
- 主要地方道
  - 千葉県道4号千葉竜ヶ崎線